# Henri Berr
Henri Berr (* 31. Januar 1863 in Lunéville; † 19. November 1954 in Paris) war ein französischer Wissenschaftshistoriker und -philosoph.
Berr war Professor für Rhetorik am Lycée Henri IV.
Er gründete 1900 die Zeitschrift Revue de synthèse (bis 1931 Revuede synthèse historique) um die Spezialisierung der Wissenschaften zu überwinden. 1925 gründete er dazu das Centre Internationale de Synthèse (CIS) mit Sitz im Hotel de Nevers (Paris, Rue Colbert). Die von Aldo Mieli geleitete, 1929 gegründete Abteilung für Wissenschaftsgeschichte war wichtig für die Etablierung des Fachs in Frankreich. Für Berr war die Wissenschaftsgeschichte eine wichtige Disziplin für seine angestrebte Integration von Natur- und Geisteswissenschaften. Der Sitz der Gesellschaft mit ihrer Bibliothek im Mezzanin des Hotel de Nevers wurde zum Treffpunkt von Wissenschaftshistorikern in Paris und aus ihren Aktivitäten entstand die Académie internationale d’histoire des sciences.

## Schriften
- La synthèse en histoire. Essai critique et théorique, Paris 1911